# Federazione cestistica dell'Etiopia
La Federazione cestistica dell'Etiopia è l'ente che controlla e organizza la pallacanestro in Etiopia.
La federazione controlla inoltre la nazionale di pallacanestro dell'Etiopia. Ha sede a Addis Abeba e l'attuale presidente è Murugeta Mekonnin.
È affiliata alla FIBA dal 1949 e organizza il campionato di pallacanestro etiopiano.